# Syndroom van Dubin-Johnson
Het syndroom van Dubin-Johnson is een goedaardige vorm van geelzucht.
Bij dit syndroom staan problemen met de galafvoer vanuit de lever centraal. Door mutaties in het cMOAT-gen (canalicular multispecific organic anion transporter), ook wel het MRP2 (of ABCC2) gen (Multidrug Resistance-associated Protein 2) genaamd, kan de gal moeilijk getransporteerd worden vanuit de levercel naar de galgangen (galcanaliculi) en hoopt zich op in de levercel. 
Belangrijkste symptoom hierbij is icterus door de ophoping van bilirubine uit de gal.